# بیتار عیلیت
بیتار عیلیت (در عبری: ביתר עילית) نام شهرکی یهودی‌نشین در استان یهودا و شومرون است.
استان یهودا و شومرون همان کرانه باختری است که اسرائیل آن را «منطقه هفتم» خود می‌داند.
دو شهرک معاله آدومیم و بیتار عیلیت، از بزرگ‌ترین شهرک‌های اسرائیلی در کرانه غربی به‌شمار می‌روند.